# 3. Kanadisches Kabinett
Das 3. Kanadische Kabinett (engl. 3rd Canadian Ministry, franz. 3e conseil des ministres du Canada) regierte Kanada vom 17. Oktober 1878 bis zum 6. Juni 1891. Dem von Premierminister John Macdonald angeführte Kabinett bestand aus Mitgliedern der Liberal-konservativen Partei und der Konservativen Partei. Macdonald war bereits Premierminister des 1. Kabinetts gewesen.

## Minister
| Amt                                                | Name | Zeitraum |
| -------------------------------------------------- | --- | --- |
| Premierminister                                    | John Macdonald | 17. Oktober 1878 – 6. Juni 1891 |
| Innenminister                                      | John Macdonald David Lewis Macpherson Thomas White vakant John Macdonald (geschäftsführend) Edgar Dewdney                                                                                                   | 17. Oktober 1878 – 16. Oktober 1883 17. Oktober 1883 – 4. August 1885 5. August 1885 – 21. April 1888 22. April 1888 – 7. Mai 1888 8. Mai 1888 – 24. September 1888 25. September 1888 – 6. Juni 1891 |
| Justizminister und Attorney General                | James McDonald Alexander Campbell vakant John Thompson | 17. Oktober 1878 – 19. Mai 1881 20. Mai 1881 – 24. September 1885 25. September 1885 26. September 1885 – 6. Juni 1891 |
| Miliz- und Verteidigungsminister                   | vakant Louis-François-Rodrigue Masson Alexander Campbell Adolphe-Philippe Caron | 17. Oktober 1878 – 18. Oktober 1878 19. Oktober 1878 – 15. Januar 1880 16. Januar 1880 – 7. November 1880 8. November 1880 – 6. Juni 1891 |
| Finanzminister                                     | Samuel Leonard Tilley vakant Archibald McLelan Charles Tupper vakant George Eulas Foster | 17. Oktober 1878 – 10. November 1885 11. November 1885 – 9. Dezember 1885 10. Dezember 1885 – 26. Januar 1887 27. Januar 1887 – 22. Mai 1888 23. Mai 1888 – 28. Mai 1888 29. Mai 1888 – 6. Juni 1891 |
| Schatzmeister                                      | vakant Alexander Campbell Samuel Leonard Tilley vakant Archibald McLelan Charles Tupper vakant George Eulas Foster                                                                                          | 17. Oktober 1878 – 7. November 1878 8. November 1878 – 19. Mai 1879 20. Mai 1879 – 10. November 1885 11. November 1885 – 9. Dezember 1885 10. Dezember 1885 – 26. Januar 1887 27. Januar 1887 – 22. Mai 1888 23. Mai 1888 – 28. Mai 1888 29. Mai 1888 – 6. Juni 1891 |
| Minister für Inlandsteuern                         | vakant Louis François Georges Baby vakant James Cox Aikins John Costigan | 17. Oktober 1878 – 25. Oktober 1878 26. Oktober 1878 – 28. Oktober 1880 29. Oktober 1880 – 7. November 1880 8. November 1880 – 22. Mai 1882 23. Mai 1882 – 6. Juni 1891 |
| Zollminister                                       | vakant Mackenzie Bowell | 17. Oktober 1878 – 18. Oktober 1878 19. Oktober 1878 – 6. Juni 1891 |
| Seefahrt- und Fischereiminister                    | vakant James Colledge Pope Archibald McLelan George Eulas Foster vakant Charles Hibbert Tupper | 17. Oktober 1878 – 18. Oktober 1878 19. Oktober 1878 – 9. Juli 1882 10. Juli 1882 – 9. Dezember 1885 10. Dezember 1885 – 28. Mai 1888 29. Mai 1888 – 31. Mai 1888 1. Juni 1888 – 6. Juni 1891 |
| Minister für Eisenbahnen und Kanäle                | Charles Tupper John Henry Pope (geschäftsführend) John Henry Pope vakant John Macdonald (geschäftsführend) John Macdonald                                                                                   | 20. Mai 1879 – 28. Mai 1884 29. Mai 1884 – 24. September 1885 25. September 1885 – 1. April 1889 2. April 1889 – 9. April 1889 10. April 1889 – 27. November 1889 28. November 1889 – 6. Juni 1891 |
| Landwirtschaftsminister                            | John Henry Pope John Carling | 17. Oktober 1878 – 24. September 1885 25. September 1885 – 6. Juni 1891 |
| Postminister                                       | vakant Hector-Louis Langevin Alexander Campbell John O’Connor Alexander Campbell John O’Connor John Carling Alexander Campbell Archibald McLelan vakant John Carling (geschäftsführend) John Graham Haggart | 17. Oktober 1878 – 18. Oktober 1878 19. Oktober 1878 – 19. Mai 1879 20. Mai 1879 – 15. Januar 1880 16. Januar 1880 – 7. November 1880 8. November 1880 – 19. Mai 1881 20. Mai 1881 – 22. Mai 1882 23. Mai 1882 – 24. September 1885 25. September 1885 – 26. Januar 1887 27. Januar 1887 – 9. Juli 1888 10. Juli 1888 11. Juli 1888 – 5. August 1888 6. August 1888 – 6. Juni 1891 |
| Minister für staatliche Bauvorhaben                | Charles Tupper Hector-Louis Langevin | 17. Oktober 1878 – 19. Mai 1879 20. Mai 1879 – 6. Juni 1891 |
| Staatssekretär für Kanada und Regierungskanzlist   | vakant James Cox Aikins John O’Connor Joseph-Alfred Mousseau Joseph-Adolphe Chapleau | 17. Oktober 1878 – 18. Oktober 1878 19. Oktober 1878 – 7. November 1880 8. November 1880 – 19. Mai 1881 20. Mai 1881 – 28. Juli 1882 29. Juli 1882 – 6. Juni 1891 |
| General-Superintendent für Indianerangelegenheiten | John Macdonald Thomas White vakant John Macdonald (geschäftsführend) Edgar Dewdney | 17. Oktober 1878 – 2. Oktober 1887 3. Oktober 1887 – 21. April 1888 22. April 1888 – 7. Mai 1888 8. Mai 1888 – 24. September 1888 25. September 1888 – 6. Juni 1891 |
| Präsident des Kronrates                            | John O’Connor Louis-François-Rodrigue Masson vakant Joseph-Alfred Mousseau Archibald McLelan vakant John Macdonald Charles Carroll Colby vakant                                                             | 17. Oktober 1878 – 15. Januar 1880 16. Januar 1880 – 31. Juli 1880 1. August 1880 – 7. November 1880 8. November 1880 – 19. Mai 1881 20. Mai 1881 – 9. Juli 1882 10. Juli 1882 – 16. Oktober 1883 17. Oktober 1883 – 27. November 1889 28. November 1889 – 30. April 1891 1. Mai 1891 – 6. Juni 1891                                                                               |
| Minister ohne Geschäftsbereich                     | Robert Duncan Wilmot David Lewis Macpherson Frank Smith John Abbott | 8. November 1878 – 10. Februar 1880 11. Februar 1880 – 16. Oktober 1883 2. August 1882 – 6. Juni 1891 13. Mai 1887 – 6. Juni 1891 |